# Švýcárna (Adamov)
Švýcárna je budova bývalého hostince a železitých lázní v Josefovském údolí v Moravském krasu, nedaleko Adamova. Objekt byl vystavěn v alpském stylu. Stojí u Křtinského potoka v blízkosti pozůstatků komplexu železářských hutí, založených Lichtenštejny roku 1732.
Provoz byl v hutích ukončen v roce 1877. V roce 1971 byl areál hutí prohlášen za technickou památkovou rezervaci. V současné době je areál ve vlastnictví Technického muzea v Brně.
K vybudování Švýcárny došlo mezi lety 1840–1850 a jako hostinec sloužila do roku 1950, kdy byla využívána jako byty pracovníků Adamovských strojíren. V současné době je v majetku Základního článku Hnutí Brontosaurus Modrý kámen a slouží jako Ekologické volnočasové centrum Švýcárna. Pořádají se zde seberozvojové akce pro děti, mládež i dospělé. Nedaleko Švýcárny byl v roce 2016 vybudován lesní bar.

## Dostupnost
Okolo Švýcárny vede modrá turistická značka od Adamova k Býčí skále a trasa NS Josefovské údolí.